# Григорівка (Хмельницький район)
Григорі́вка — село в Україні, у Старокостянтинівській міській громаді Хмельницького району Хмельницької області. Населення становить 996 осіб. До 2020 орган місцевого самоврядування — Григорівська сільська рада. Розташоване за 5 км від районного центру і за 3 км від залізничної станції Старокостянтинів І.

## Історія
На території села знайдені кам'яні знаряддя праці доби неоліту (V—IV тисячоліття до н. ери).
Вперше в документах село згадується в 1647 році. У 1648 році на його території точилися запеклі бої між військами Кривоноса і рештками розгромлених під Пилявцями польських військ. Мешканці села допомагали повстанцям.
7 (20) листопада 1917 року, відповідно до. Третього Універсалу Української Центральної Ради, увійшло до складу Української Народної Республіки.
У роки Перших визвольних змагань багато мешканців Григорівки служило в лавах Богунського полку.
В серпні 1922 року тут організовано сільськогосподарську комуну ім. Шевченка. У 1939—1940 рр. колгосп був учасником Всесоюзної сільськогосподарської виставки.
У роки Другої світової війни 148 мешканців були нагороджені орденами й медалями Радянського Союзу.
12 червня 2020 року, відповідно до розпорядження Кабінету Міністрів України № 727-р «Про визначення адміністративних центрів та затвердження територій територіальних громад Хмельницької області», увійшло до складу Старокостянтинівської міської громади.
19 липня 2020 року, після ліквідації Старокостянтинівського району, село увійшло до Хмельницького району.

## Населення
- 2075 ос. (1970)
- 1316 ос. (2001)

### Мова
Розподіл населення за рідною мовою за даними перепису 2001 року:
| Мова            | Кількість | Відсоток |
| --------------- | --------- | -------- |
| українська      | 1290      | 98.02 %  |
| російська       | 24        | 1.82 %   |
| інші/не вказали | 2         | 0.16 %   |
| Усього          | 1316      | 100 %    |

## Економіка
За радянських часів у селі був колгосп ім. Леніна (орної землі — 1,5 тис. га) — багатогалузеве господарство з розвинутим рільництвом, м'ясо-молочним тваринництвом, птахівництвом.

## Інфраструктура
Станом на 2021 рік в селі працює школа І-ІІІ ступенів. Діє сільський клуб. Є Свято-Михайлівська церква. Була швейна майстерня.
В селі працює 3 продовольчих магазини та 1 магазин господарських та будівельних матеріалів.

## Транспорт
Станом на 2021 рік село має постійне автобусне сполучення з містом Старокостянтинів — маршрут № 8. Автобус здійснює близько 5 рейсів кожного дня.

## Природно-заповідний фонд
Між Григорівкою і Воронківцями вздовж річки Случ знаходиться Воронківський гідрологічний заказник.

## Люди
В селі народилися такі відомі люди:
- Беркута Комунар Савелійович (1926—2003) — український живописець;
- Дрінфельд Гершон Іхельович (1908—2000) — український математик.